# Tangaye (département)
Pour les articles homonymes, voir Tangaye.
Cet article concerne le département et la commune rurale. Pour le village chef-lieu, voir Tangaye (Tangaye).
Tangaye est un département et une commune rurale de la province du Yatenga, situé dans la région du Nord au Burkina Faso.

## Géographie

### Démographie
- En 2006, le département comptait 32 612 habitants recensés[1].

## Administration

### Villages
Le département et la commune rurale de Tangaye est administrativement composé de trente-cinq villages, dont le village chef-lieu homonyme (données de population consolidées en 2012, issues du recensement général de 2006) :
- Bemh (118 habitants)
- Bonsomnoré (1 152 habitants)
- Boundoukamba (718 habitants)
- Douma (3 082 habitants)
- Gan-Yiri-Yarcé (394 habitants)
- Goko (1 404 habitants)
- Gosséré (1 407 habitants)
- Goutoula (1 131 habitants)
- Guessoum (489 habitants)
- Kébakoro (601 habitants)
- Kéléguérima (462 habitants)
- Kolkom (695 habitants)
- Kouba (620 habitants)
- Leh (528 habitants)
- Loubré (1 240 habitants)
- Mera (729 habitants)
- Nabaziniguima (167 habitants)
- Namsiguia (1 223 habitants)
- Nimpouya (804 habitants)
- Nongfaïré (609 habitants)
- Ouoh-Bilo (628 habitants)
- Ouoh-Kinga (729 habitants)
- Pella-Tibitiguia (1 251 habitants)
- Rassandogo (851 habitants)
- Risci-Peulh (198 habitants)
- Somlawa (573 habitants)
- Tangaye (2 745 habitants), chef-lieu
- Tongméné (419 habitants)
- Tougué-Mossi (2 001 habitants)
- Tougué-Yarcé (1 885 habitants)
- Tougué-Peulh (363 habitants)
- Touya (1 517 habitants)
- Yalka (810 habitants)
- Yaoua (842 habitants)
- Zougouna (227 habitants)